# Sibanggor Jae
Sibanggor Jae is een bestuurslaag in het regentschap Mandailing Natal van de provincie Noord-Sumatra, Indonesië. Sibanggor Jae telt 1076 inwoners (volkstelling 2010).